# Georges Candilis
Georges Candilis (vagy Georgios Kandylis (Γεώργιος Κανδύλης), (Baku, 1913. április 9. – Párizs, 1995. május 10.) görög származású építész, várostervező, az 1953-1981 közt működő Team 10, vagy Team X, illetve Team Ten néven ismert építész csoport tagja.

## Életrajza
Családja 1925-ben költözött Oroszországból Athénbe, ahol a Nemzeti Műszaki Egyetemen építészetet tanult. 1945-től Párizsban  Le Corbusier-vel dolgozott együtt. Ott maradt 1954-ig, amikor saját irodát létesített. Később (1975) egy másik irodát is alapított Athénben. Candilis szakmai tevékenységének fő iránya a szociális lakásügy volt, többek közt főleg a lakásépítés.
Általa is legjelentősebbnek ítélt épülete Németországban a Geistes- und sozialwissenschaftlichen Institute (Berlini Szabadegyetem főépülete, amelyet egy 1963. évi nemzetközi pályázaton nyert el. Ezt alapjaitól kezdve teljesen Cortenstahl szerint tervezett és építettek meg, melynek külső homlokzatát a berlini szaksajtó azóta is Rostlaube-ként említi.

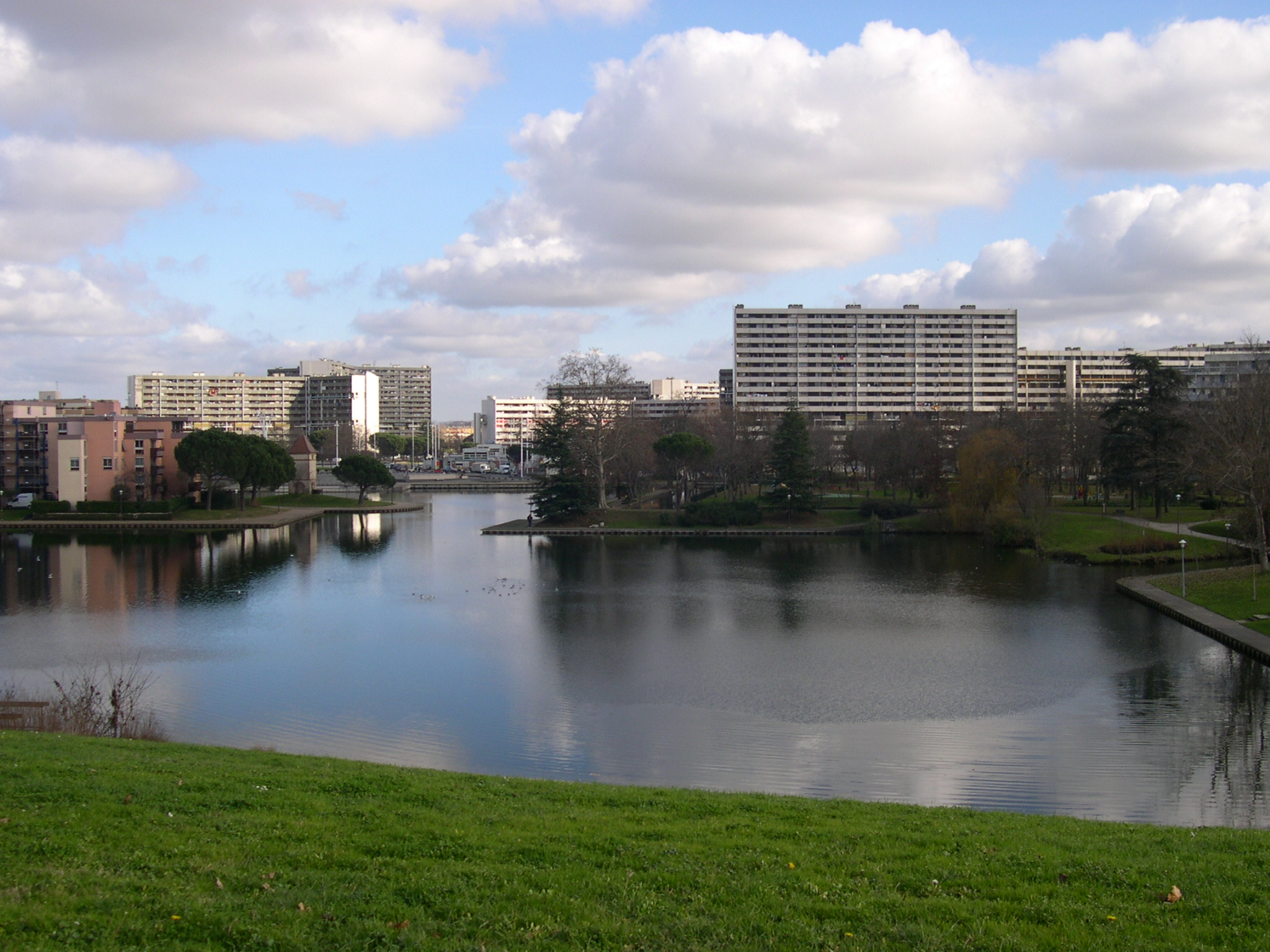
Quartier Mirail Toulouse-ban

## Tervei, épületei
- Trabantenstadt  - Toulouse le Mirail, 1962–1977
- Iskola - Franciaország
- Szabadidólétesítmények Franciaországban, és több európai országban
- Atheni Olympiai játékok létesítményei 1996,
- Városépítészeti előadás, amely a későbbi pályázatöt készítette elő.

Építészete - különösen a Toulouse le Mirail-i - jelentős hatással volt Tenke Tibor magyar építész gondolkodására, és így az Újpalotai lakótelepre is.